# Cheilomenes sexmaculata
Cheilomenes sexmaculata — жук из семейства божьих коровок (лат. Coccinellidae). Некоторые цветовые морфы этого вида можно спутать с Micraspis discolor и Chilocorus nigrita. Вид имеет широкий ареал распространения в азиатских тропиках и субтропиках от Индии до Японии и части австралийского региона. Они были завезены на Карибские острова в качестве агента биологической борьбы, а их распространение в Южную Америку было отмечено в 2019 году. Хорошо известен как хищник тли и других мелких насекомых.

## Описание
Длина тела этого маленького жука составляет от 3 до 4 мм. Окрас варьирует от желтого до канареечно-желтого. Надкрылья могут быть чёрными.

## Биология
Это прожорливый хищник некоторых белокрылок и тлей, таких как Aphis gossypii, Myzus persicae, Aphis craccivora, Amrasca, Empoasca и Leptocentrus. В дополнение к ним, он питается широким спектром добычи, включая щитовок и Coccoidea. Уязвимые стадии жизни C. sexmaculata, включая откладку яиц, вылупление, линьку и окукление, происходят после наступления темноты, вероятно, в качестве адаптации, позволяющей избежать контакта с естественными врагами.

## Генетика
Было установлено, что цвет надкрылий контролируется двумя генами с двумя аллелями в каждом Uu и Dd, а фенотипы были сгруппированы в разновидности quadriplagiata («Q») [UUDD, UUDd, UuDD, UuDd]; unifasciata («U») [Uudd, UUdd]; diversijunata («D») [uuDD, uuDd] и sexmaculata («S») [uudd]. Более темные формы преобладают в более высоких широтах, где лучшее поглощение солнечного тепла помогает им выживать.

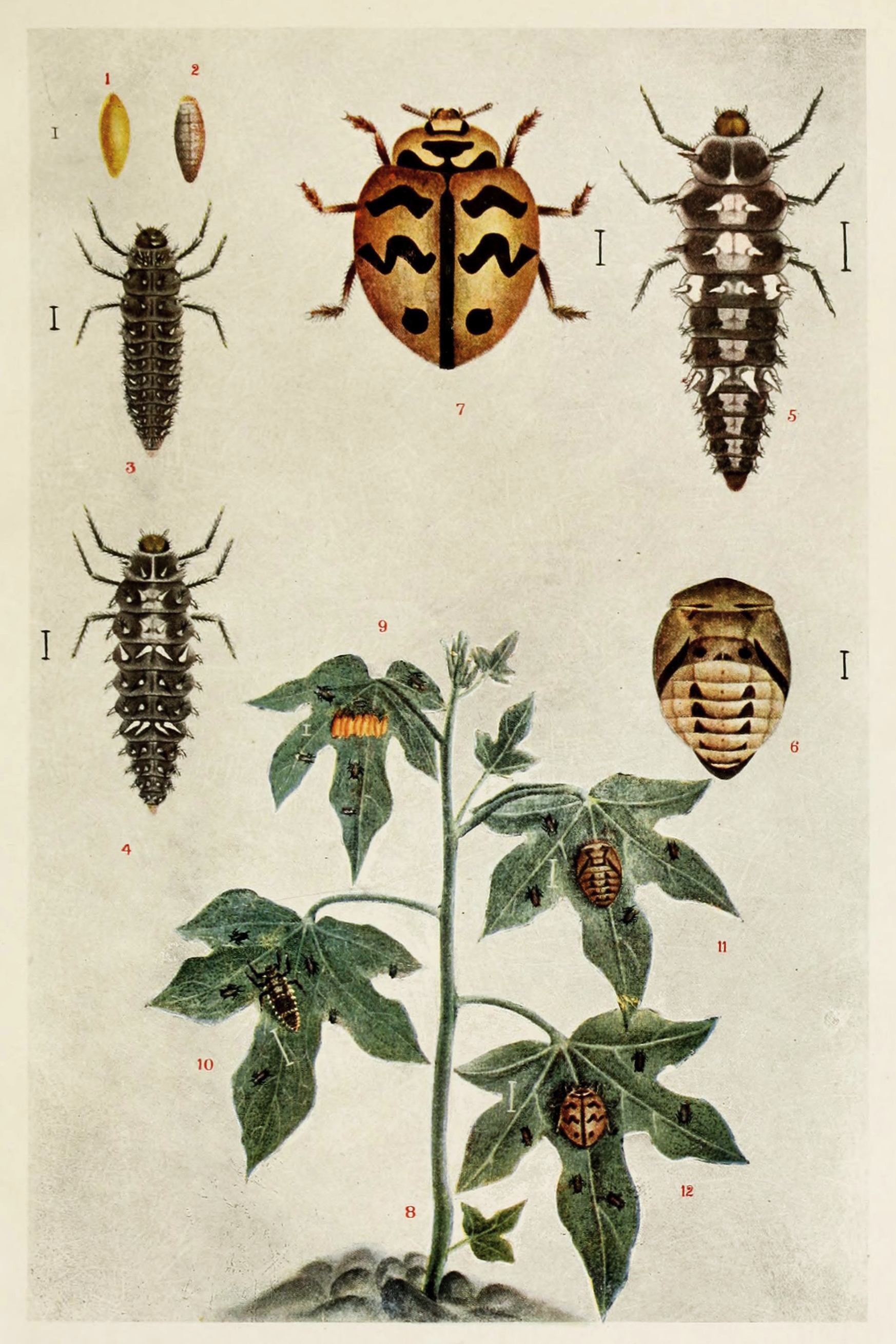
Жизненый цикл

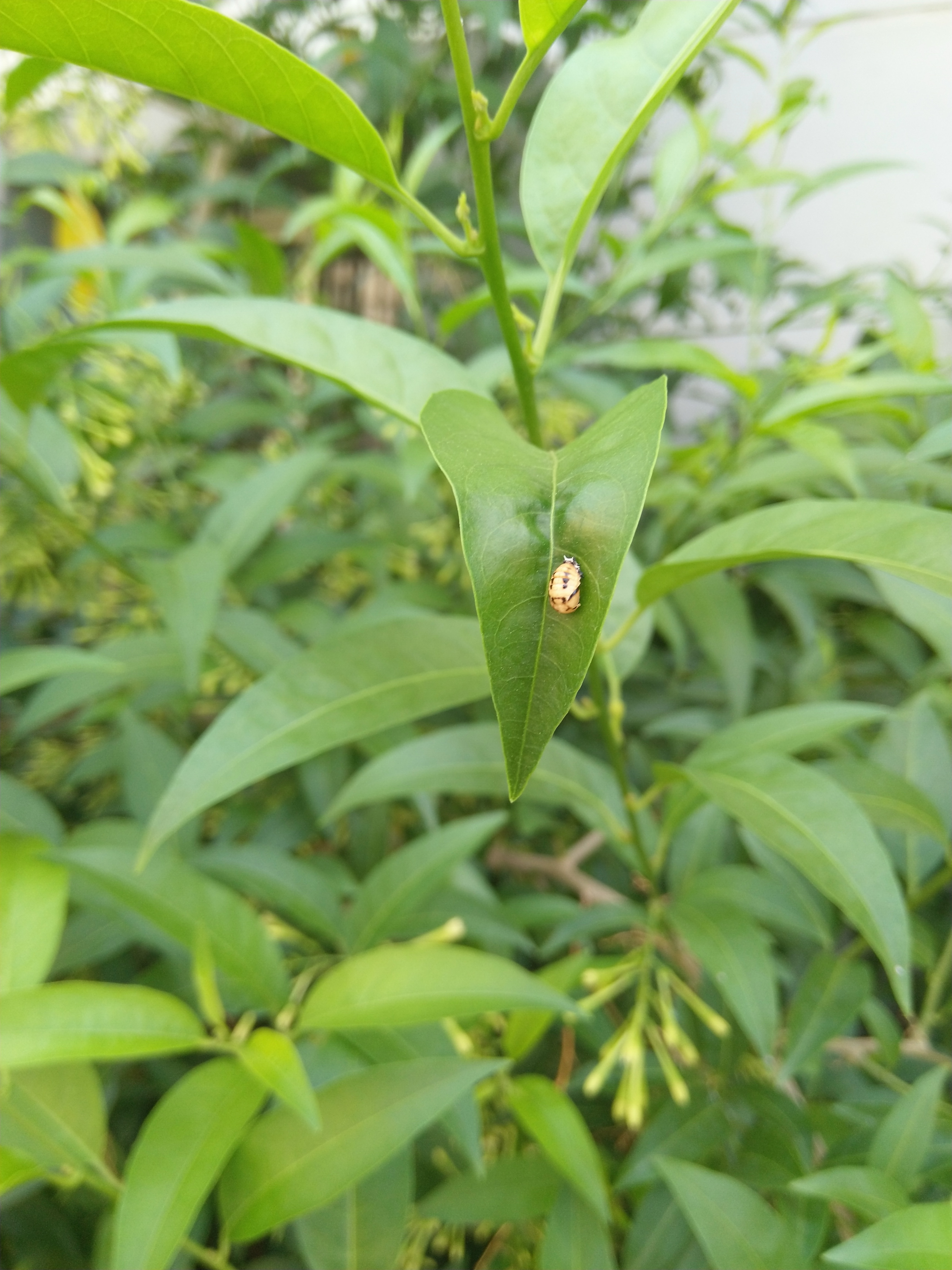
Куколка